# Oppershausen
Oppershausen là một đô thị thuộc huyện Unstrut-Hainich trong bang Thüringen, Đức. Đô thị này có diện tích 8,57 km².